# 木崇
木崇（？—1722年4月15日），是麗江第二十三代世襲土司、麗江府知府的木興的養子。
他的祖父木堯，父親木弘（木堯的第三子）。二伯父木興無子，收弟弟木崇為養子。1720年，清廷自雲南攻打西藏的準噶爾軍，木興派出二千人支援清軍，並同木崇一起率土兵五百人參戰。木崇擔任遊擊，下轄兩個土守備和土千總，率軍五百人。木興於康熙五十九年十一月初九（1720年12月2日）逝世。之後，清朝沒有任命麗江知府。木崇繼續隨軍出戰，得風濕病，最後浮腫，回到麗江，醫治無效，在康熙六十一年二月三十病逝，木府陷入混亂之中。他的叔父木鐘（木堯的第四子）嗣位。